# فولکس هلال احمری

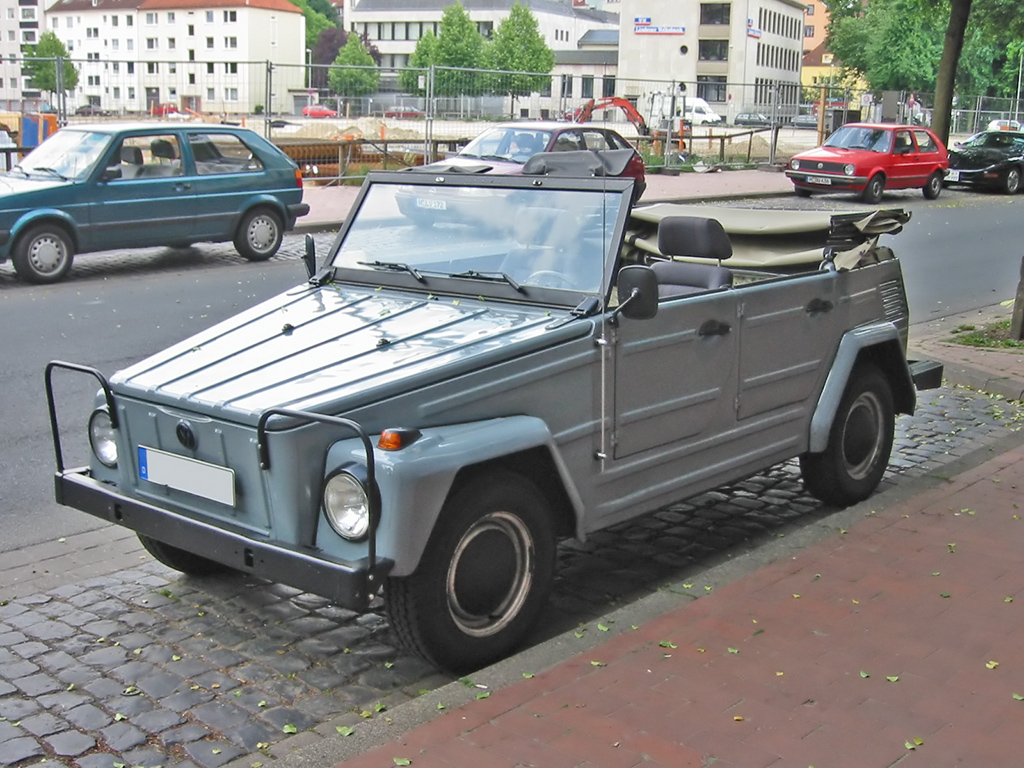

فولکس‌واگن ۱۸۱ (Volkswagen ۱۸۱) که در ایران با نام فولکس هلال احمری شناخته می شود خودرویی است که ازسال ۱۹۶۹ تا سال ۱۹۸۳ تولید شده‌است. طراحی آن خودروهای موتور عقب-محور عقب بوده طول آن در حالت طبیعی ۳٬۷۸۰ میلیمتر (۱۴۸٫۸ اینچ) است. سیستم جعبه‌دندهٔ آن ۴ دنده به صورت دستی است.

در کنار طیف وسیعی از مردم عادی که از این خودرو استفاده می‌کردند تعداد زیادی نیز در مراکز هلال احمر به خدمت گرفته شده بودند و به همین دلیل مردم فولکس واگن تیپ ۱۸۱ را فولکس هلال احمری نامگذاری کرده بودند. اکثر این خودروها به رنگ نخودی بودند. در سالهای اخیر بیشتر این خودروها به دلیل فرسودگی با مزایده فروخته شده‌اند. از اینرو این خودرو در ایران به نام فولکس هلال احمری شناخته می‌شود. از طرف دیگر به دلیل کاربری خارج از جاده (Offroad) گاهی به اشتباه جیپ فولکس نامیده شده است.